# Cut Off
Cut Off é uma Região censo-designada localizada no estado americano de Luisiana, na Paróquia de Lafourche.

## Demografia
Segundo o censo americano de 2000, a sua população era de 5635 habitantes.

## Geografia
De acordo com o United States Census Bureau tem uma área de
38,5 km², dos quais 38,2 km² cobertos por terra e 0,3 km² cobertos por água. Cut Off localiza-se a aproximadamente 2 m acima do nível do mar.

## Localidades na vizinhança
O diagrama seguinte representa as localidades num raio de 24 km ao redor de Cut Off.